# Pietro Barbieri
Pietro Barbieri (Milano, 20 marzo 1901 – Milano, 25 febbraio 1954) è stato un calciatore italiano, di ruolo difensore.

## Statistiche

### Presenze e reti nei club
| Stagione        | Club            | Campionato      | Campionato | Campionato |
| Stagione        | Club            | Comp            | Pres       | Reti       |
| --------------- | --------------- | --------------- | ---------- | ---------- |
| 1921-1922       | Inter           | Prima Categoria | 2          | 0          |
| Totale Inter    | Totale Inter    |                 | 2          | 0          |
| Totale carriera | Totale carriera |                 | 2          | 0          |